# Rubus nagasawanus
Rubus nagasawanus är en rosväxtart som beskrevs av Gen-Iti Koidzumi. Rubus nagasawanus ingår i släktet rubusar, och familjen rosväxter. Utöver nominatformen finns också underarten R. n. arachnoideus.